# Wit' Me
Wit' Me è un singolo del rapper statunitense T.I., pubblicato nel 2013 e interpretato insieme al rapper Lil Wayne.

## Tracce
- Download digitale

1. Wit' Me (featuring Lil Wayne) – 5:05